# Mohd Faiz Subri
Mohd Faiz bin Subri (Ayer Hitam, 8 novembre 1987) è un calciatore malese, attaccante del Penang.

## Carriera
Nel 2016 ha vinto il FIFA Puskás Award per il gol su calcio di punizione dalla trequarti messo a segno in un incontro del campionato malese tra il Penang e il Pahang.

## Palmarès

### Individuale
- FIFA Puskás Award: 1

2016 (2016: Penang - Sri Pahang 4-1)